# Русский для внешней торговли банк
Русский для внешней торговли банк — крупный частный коммерческий банк, работавший в России в 1871—1917 годах.

## История

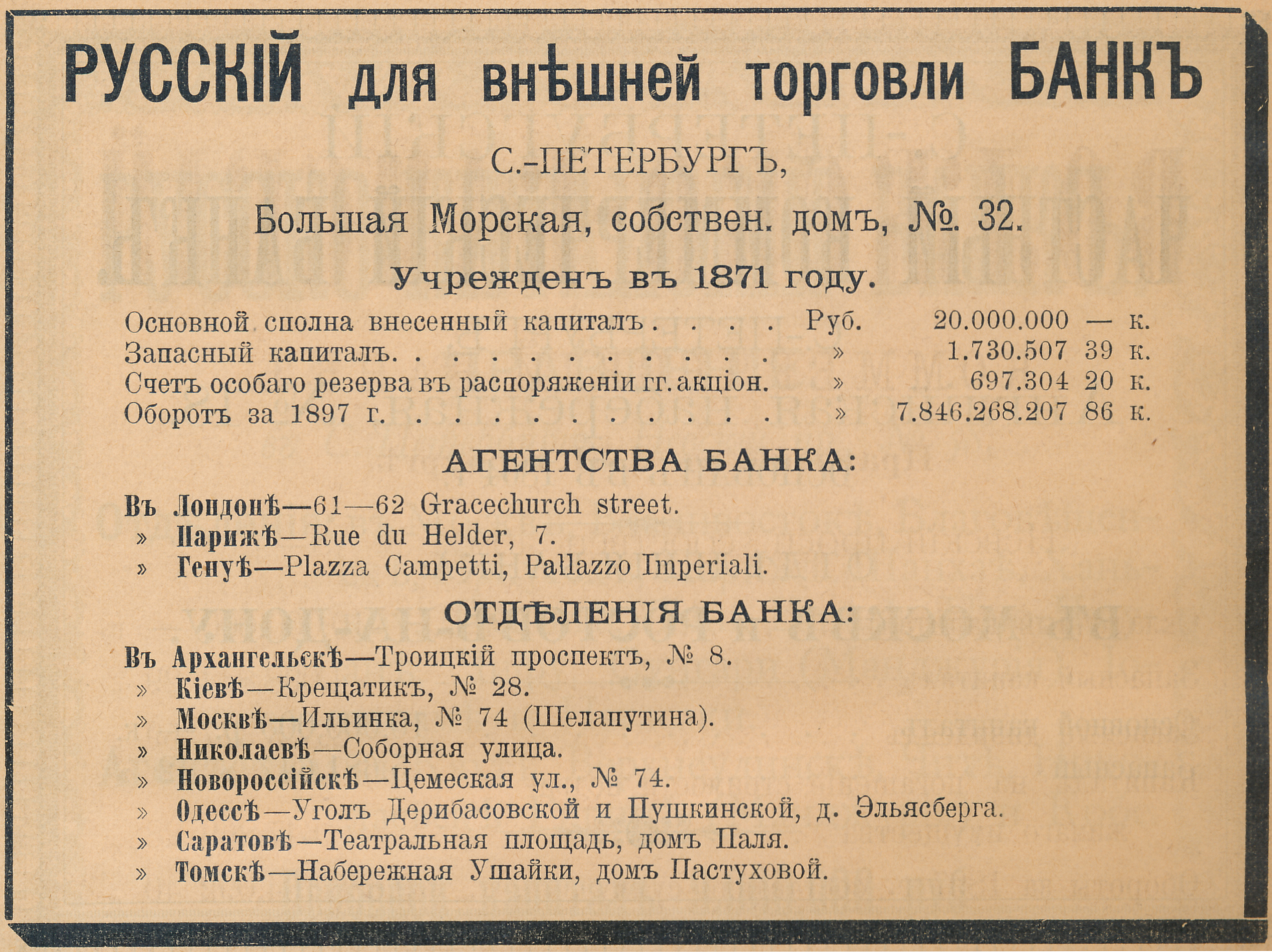
Реклама банка, «Весь Петербург», 1899 год.

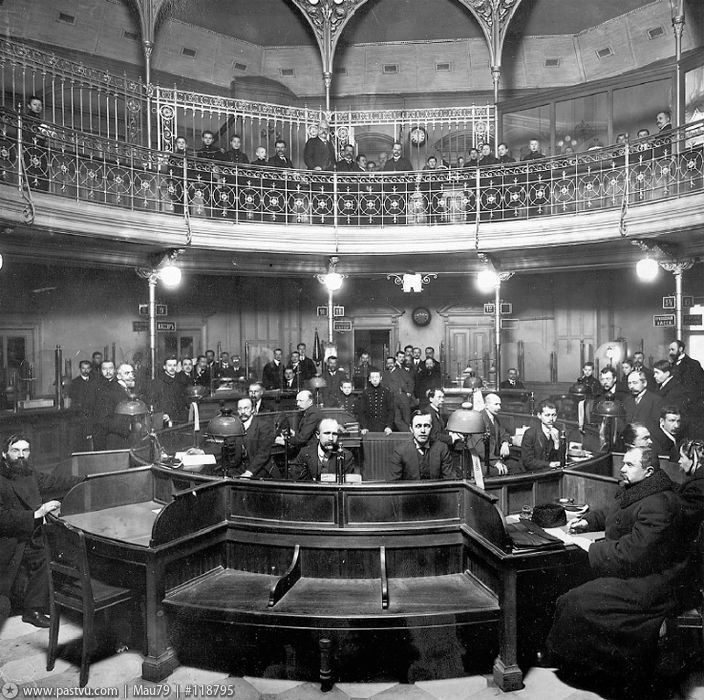
Операционный зал банка, 1911 год.

Устав банка был утвержден Александром II 4 (16) июня 1871 года.
Основной капитал банка первоначально определялся в 7,5 миллионов рублей и распределялся на 30 тысяч акций по 250 рублей каждая (§ 3). Все акции были распределены между учредителями и приглашенными ими иными акционерами до утверждения устава.
| В § 1 устава были указаны следующие учредители банка (порядок следования и орфография сохранены). - Мейер Е. М. и К° — банкирский дом в С.-Петербурге - Винекен и К° — банкирский дом в С.-Петербурге - Гинцбург И. Е. — банкирский дом в С.-Петербурге - Розенталь, Лион — банкирский дом в С.-Петербурге - Томсон Бонар и К° — банкирский дом в С.-Петербурге - Гвейер С. К. и К° — торговый дом в С.-Петербурге - Елисеевы, братья — торговый дом в С.-Петербурге - Богау и К° — торговый дом в Москве - Якунчиков В. И. и К° — торговый дом в Москве - Стукен и Спис — торговый дом в Москве - Горбов М. А. — потомственный почетный гражданин - Ефрусси и К° — торговый дом в Одессе - Рафалович, братья — торговый дом в Одессе - Маас Э. и К° — торговый дом в Одессе - Родоконаки Ф. П. — торговый дом в Одессе - Скараманга и К° — торговый дом в Таганроге - Френкель С. А. — торговый дом в Варшаве - Гейман и Циммерман — торговый дом в Риге - Брант Э. Г. и К° — торговый дом в Архангельске |

Первым председателем правления был Е. И. Ламанский. Первоначально устав банка позволял иметь отделения только за границей, но в 1893 году банку было высочайше разрешено открывать отделения на территории Российской империи.
Перед первой мировой войной делил с Азовско-Донским банком 3—4 места в России по объёму операций. Важнейшая сфера деятельности — кредитование торговли, в том числе внешней. Финансировал предприятия сахарной промышленности, в финансировании других отраслей участвовал в составе банковских групп как младший партнёр. Участвовал в учреждении Общества заводов «Сормово», общества «Двигатель», финансировал «Общество электрического освещения 1886», патронировал общества Киевского машиностроительного завода, «Электрическая сила» и др., контролировал производство 20 % сахара.
В 1917 году банк имел 61 отделение в России и 3 — за рубежом, по размеру акционерного капитала (60 млн руб.) делил 1-е место в России с Азовско-Донским и Петроградским международным коммерческим банками. В этом же году проектировалось слияние с другими крупнейшими банками России — Петроградским международным коммерческим и Русским торгово-промышленным, которое не состоялось из-за разразившейся революции.
Вместе с другими частными банками был ликвидирован (национализирован) присоединением к Государственному
банку Российской Республики декретом ВЦИК от 14 (27) декабря 1917 года. Декретом Совнаркома от 23 января (5 февраля) 1918 года акционерный капитал банка, наряду с акционерными капиталами других частных банков, был конфискован в пользу Государственного банка Российской Республики. Киевское отделение, оказавшееся на территории Украинской народной республики, продолжало свою деятельность до 1919 года.

## Здание в Санкт-Петербурге

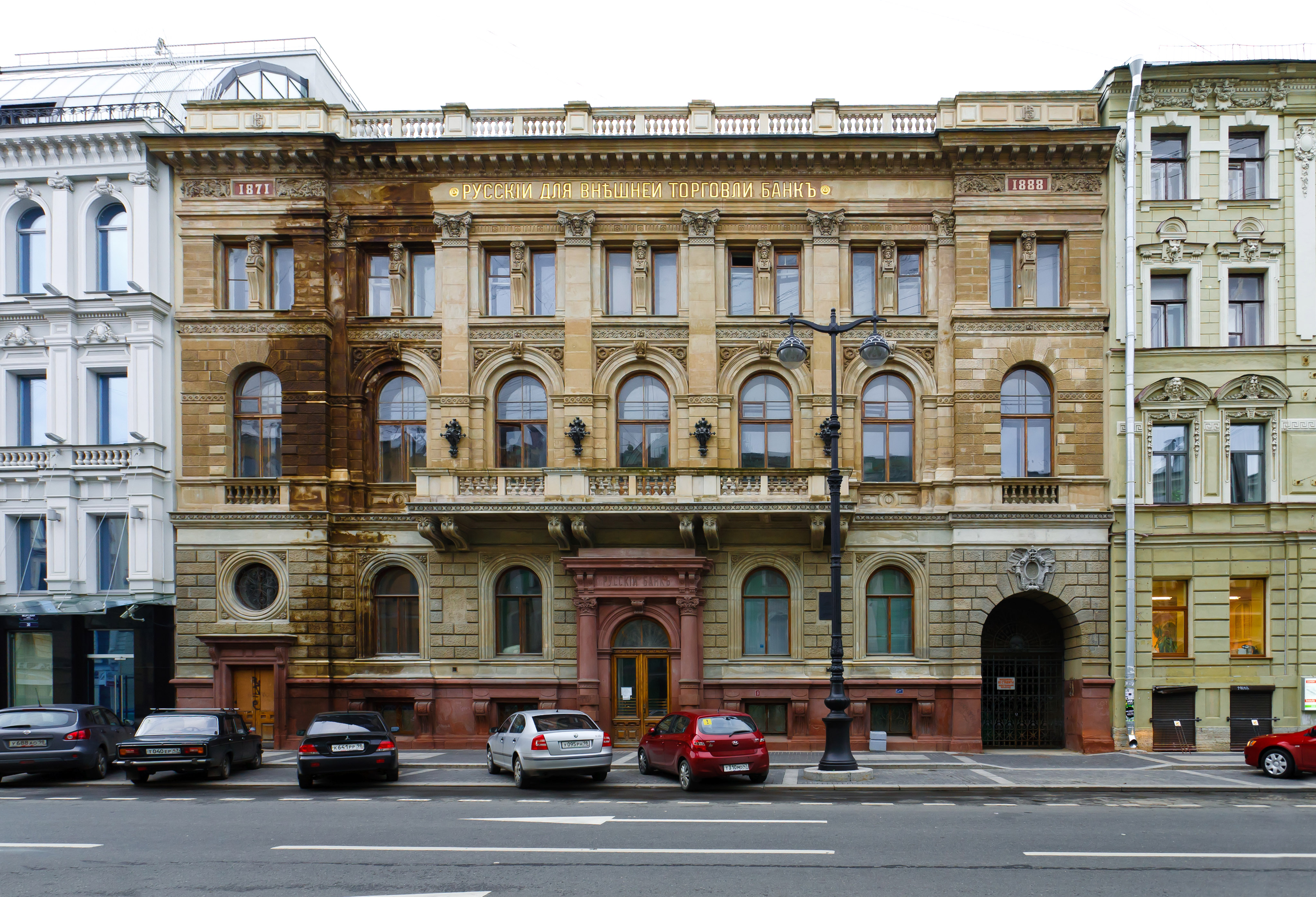
Здание на Большой Морской, 32, современный вид

С 1888 года банк размещался в собственном здании в Санкт-Петербурге на Большой Морской улице, 32, которое было приобретено банком в 1887—1888 гг. и перестроено по проекту архитектора В. А. Шретера при участии Н. Макарова.
 Непомерно высокая плата за наемъ квартиры и теснота последней заставили Советъ Русскаго для внешней торговли банка позаботиться объ устройстве своего собственнаго помещенія. Изъ предлагавшихся ему домовъ, однако, ни одинъ не оказался пригоднымъ для перестройки подъ банкъ, а потому было решено построить совершенно новое, специально приспособленное зданіе на месте пріобретеннаго, между темъ, на Большой Морской, дома г. Штанге. 30-го марта 1887 года началась разломка этого дома, а первый камень, въ заднемъ конце зданія, былъ положенъ 27-го мая; 18-го iюля былъ отслуженъ молебенъ и заложенъ лицевой корпусъ — а къ 28-му iюня 1888 года, то есть после 13 месяцевъ безъостановочной, лихорадочной работы, зданіе было окончено и передано своему назначенію.

В 1915—1916 годах по адресу Большая Морская улица, д. № 18 (д. № 5-7 по Кирпичному переулку, д. № 63 по набережной реки Мойки) для банка было начато (но не завершено из-за революции) строительство здания по проекту архитекторов Фёдора Лидваля и Леонтия Бенуа, но в настоящее время в этом здании, завершённом в 1929—1931 годах, размещается Государственный университет технологии и дизайна.